# 訊息
訊息（法語：Message）是一段獨立的溝通內容，由傳送者傳達給一個或多個對象，並期望他們充分接收。訊息可以用不同的方式傳達，包括信差、電報及電子匯流排。一個訊息可以是一段廣播的內容。一連串訊息的互動交換，就形成會話。
訊息的一個常見例子是「公告」，那是由公家機關發佈的一份簡要的政策說明或報告。

## 在人類溝通的角色
在人與人溝通之際，訊息可能是言語的或非言語的：
- 言語的訊息是使用語言或文字，例如面對面交談、打電話、語音郵件等；
- 非言語的訊息是使用動作或行為溝通，而非語言或文字，例如肢體語言。

## 在電腦科學
「訊息」一詞在電腦運算上有兩種主要意義：一種是由電腦系統本身發送而屬於其人類用戶之間的訊息；另一種是為特定目的在不同電腦程式之間或一支程式的不同元件之間互相傳送的訊息。
- 即時通訊和電子郵件是典型的訊息電腦軟體，被設計用來傳遞人類可讀的訊息，將格式化或者非格式化的文本從一個用戶傳到另一個用戶。
- 訊息傳遞是用於協同或平行運算、物件導向程式設計、跨程序通訊的一種溝通型式，此時溝通是透過發出訊息給接收者而運作。有關這種概念的訊息相關應用，例如在Smalltalk或Java這種物件導向程式語言中，一個訊息是傳送一個物件，指定行動的請求。